# فرانتس آندریسک
فرانتس آندریسک (انگلیسی: Franz Andrysek; ۸ فوریهٔ ۱۹۰۶ – ۹ فوریهٔ ۱۹۸۱) وزنه‌بردار اهل اتریش بود.